# Маркаска жырау
Маркаска жырау (каз. Марқасқа) — общественный деятель, поэт, жырау, батыр и сподвижник Есим-хана. Жил в первой половине XVII века при правлении Есим хана, Маркаска жырау является одним из прародителей исторического песенного жанра в казахской литературе, есть предположения, что ему принадлежит авторство сказания Енсегей бойлы ер Есим о жизни и героических свершениях, военных походах хана Есима, состоящее из семи тысяч поэтических строк.

## Биография
Происходит из рода Матай племени Найман Среднего жуза.
О его жизни сохранилось очень мало сведений, известно, что он был батыром, одним из предводителей войска Есим хана, участвовал в битвах и походах, воспевал героизм и мужество воинов. Создавая песни, посвященные походам, продолжал и развивал традиции древнего песенного жанра. Из множества произведений акына-импровизатора до наших дней дошли лишь несколько.
В 1627 году он участвовал в подавлении мятежа, поднятого в Ташкенте Турсын ханом против хана Есима. В своем произведении «Эй, хан Турсын, правитель катаганов» он обвиняет правителя Ташкента в вероломном нападении на казахский аул, истреблении безвинных людей. Написанное в военное время и наполненное историческими данными, «Сказание хану Катаган Турсыну» говорит нам о том, что автор был пылким поэтом-сказителем, в совершенстве владевшим поэтическим мастерством, ярко и красноречиво описывавшем события тех лет…
Сказания Маргаска-жырау имеют большое значение для изучения того периода истории, насыщенного драматическими событиями в жизни казахского народа.